# Hamana-ku
Hamana (浜名区, Hamana-ku) est l'un des trois arrondissements de la ville de Hamamatsu au Japon. Il est situé au centre du territoire de la ville, au nord du lac Hamana.

## Démographie
L'arrondissement occupe 345,85 km2 pour une population de 155 325 habitants (au 1er juillet 2024) soit une densité de population de 449 habitant/km2.

## Histoire
L’arrondissement de Hamana a été créé le 1er janvier 2024 à la suite de la réorganisation des arrondissements de la ville. Il regroupe l'ancien arrondissement de Hamakita et la majeure partie de Kita.

## Transports publics
L'arrondissement est desservi par la ligne Enshū Railway de la compagnie privée Entetsu et par la ligne Tenryū Hamanako de la compagnie privée Tenhama.